# Łęczyca (gmina wiejska)
Łęczyca (do 1954 gmina Topola + gmina Tkaczew) – gmina wiejska w województwie łódzkim, w powiecie łęczyckim. W latach 1975–1998 gmina położona była w województwie płockim. Siedzibą gminy jest Łęczyca.
Według danych z 30 czerwca 2014 gminę zamieszkiwało 8514 osób, a z 30 czerwca 2016 – 8530.

## Struktura powierzchni

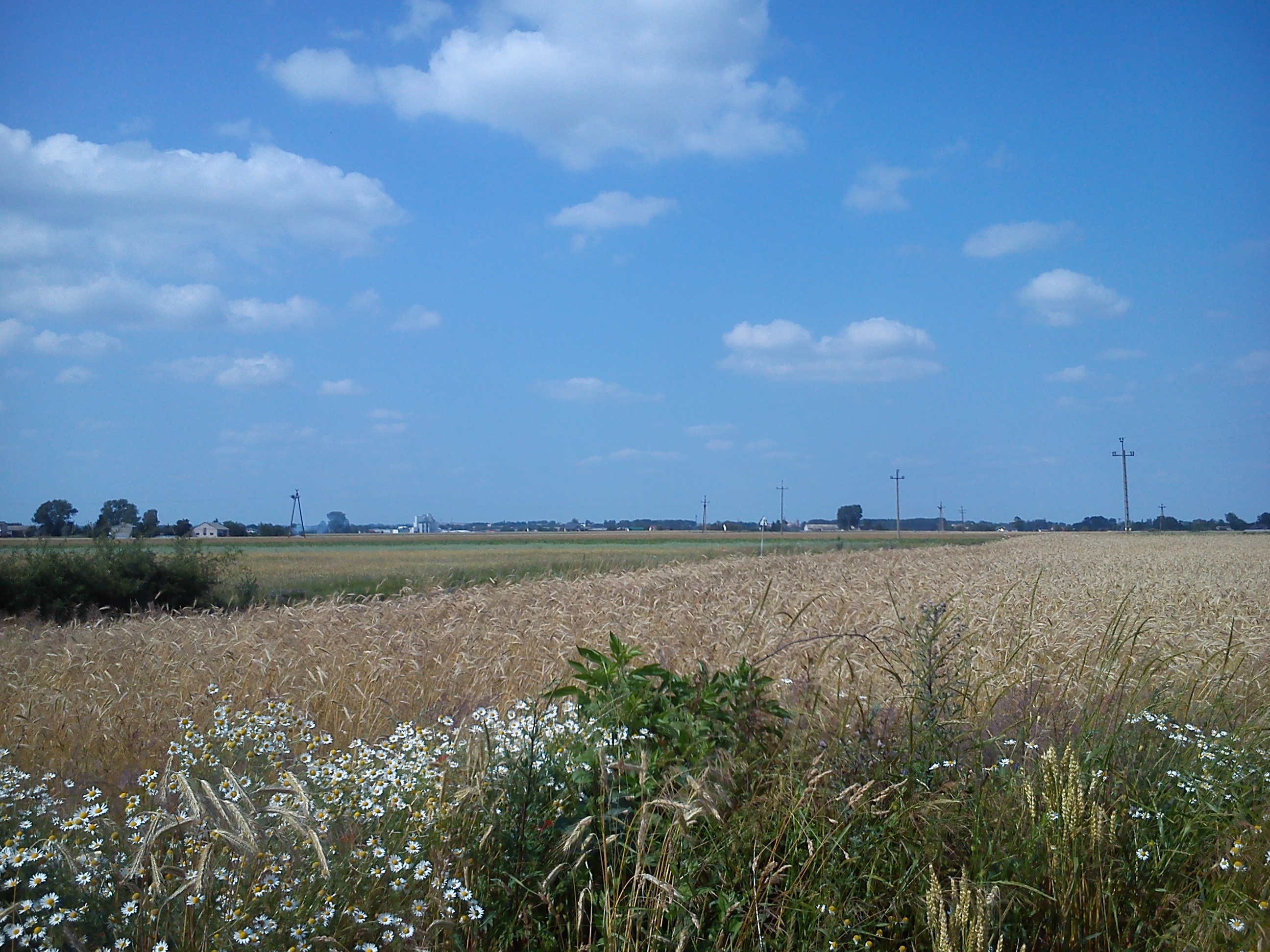
Wiejski krajobraz gminy. Po lewej stronie część wsi Topola Katowa, w oddali Borki, dalej widoczna jest Łęczyca

Według danych z roku 2007 gmina Łęczyca ma obszar 150,57 km², w tym:
- użytki rolne: 85%
- użytki leśne: 6%

Gmina stanowi 19,48% powierzchni powiatu łęczyckiego.

## Demografia

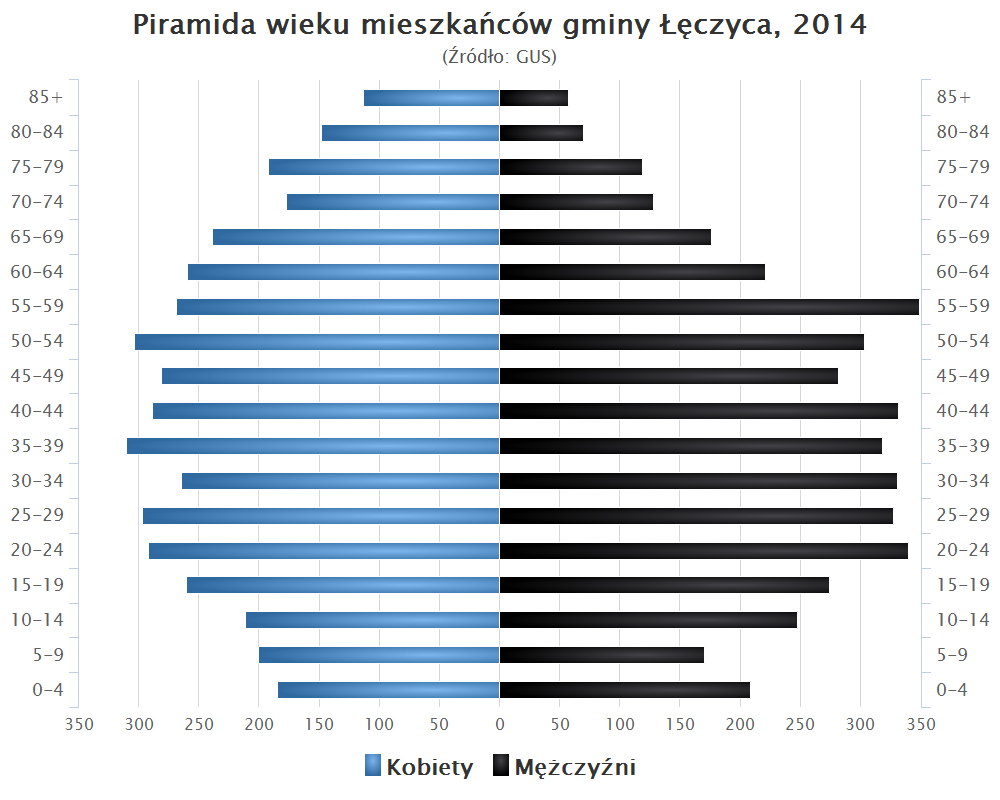
Piramida wieku mieszkańców gminy Łęczyca w 2014 roku

Dane z 30 czerwca 2014:
| Opis                              | Ogółem | Ogółem | Kobiety | Kobiety | Mężczyźni | Mężczyźni |
| --------------------------------- | ------ | ------ | ------- | ------- | --------- | --------- |
| jednostka                         | osób   | %      | osób    | %       | osób      | %         |
| populacja                         | 8514   | 100    | 4268    | 50,7    | 4246      | 49,3      |
| gęstość zaludnienia (mieszk./km²) | 57     | 57     | 28      | 28      | 28        | 28        |

## Miejscowości
Tabela przedstawia strukturę sołectw w gminie Łęczyca.
| Lp. | Nazwa sołectwa     | Miejscowości wchodzące w skład sołectwa                                          |
| --- | ------------------ | -------------------------------------------------------------------------------- |
| 1   | Błonie             | Błonie                                                                           |
| 2   | Borek              | Borek                                                                            |
| 3   | Borki              | Borki                                                                            |
| 4   | Borów              | Borów, Prusinowice                                                               |
| 5   | Bronno             | Bronno, Liszki                                                                   |
| 6   | Chrząstówek        | Chrząstówek                                                                      |
| 7   | Dąbie              | Dąbie                                                                            |
| 8   | Dobrogosty         | Dobrogosty                                                                       |
| 9   | Dzierzbiętów Duży  | Dzierzbiętów Duży                                                                |
| 10  | Dzierzbiętów Mały  | Dzierzbiętów Mały                                                                |
| 11  | Garbalin           | Garbalin                                                                         |
| 12  | Gawrony            | Gawrony, Gawronki                                                                |
| 13  | Janków             | Janków, Karkosy, Mniszki                                                         |
| 14  | Kozuby             | Kozuby                                                                           |
| 15  | Krzepocin Drugi    | Krzepocin Drugi                                                                  |
| 16  | Krzepocin Pierwszy | Krzepocin Pierwszy                                                               |
| 17  | Leszcze            | Leszcze                                                                          |
| 18  | Leźnica Mała       | Leźnica Mała                                                                     |
| 19  | Lubień             | Lubień                                                                           |
| 20  | Łęka               | Łęka                                                                             |
| 21  | Łęka-Kolonia       | Łęka-Kolonia                                                                     |
| 22  | Mikołajew          | Mikołajew                                                                        |
| 23  | Piekacie           | Piekacie                                                                         |
| 24  | Prądzew            | Prądzew                                                                          |
| 25  | Pruszki            | Pruszki, Szarowizna                                                              |
| 26  | Siedlec            | Siedlec, Pilichy                                                                 |
| 27  | Siedlec-Parcele    | Siedlec-Parcele                                                                  |
| 28  | Siemszyce          | Siemszyce                                                                        |
| 29  | Topola Katowa      | Topola Katowa                                                                    |
| 30  | Topola Królewska   | Topola Królewska                                                                 |
| 31  | Topola Szlachecka  | Topola Szlachecka                                                                |
| 32  | Wąkczew            | Wąkczew                                                                          |
| 33  | Wichrów            | Wichrów                                                                          |
| 34  | Wilczkowice        | Wilczkowice Dolne, Wilczkowice Górne, Wilczkowice nad Szosą, Wilczkowice Średnie |
| 35  | Zawada             | Zawada, Zawada Górna                                                             |
| 36  | Zduny              | Zduny                                                                            |

## Szkoły gminne
1. Szkoła podstawowa im. Czesława Miłosza w Topoli Królewskiej

2. Samorządowa Szkoła Podstawowa im. Władysława Łokietka w Topoli Królewskiej

3. Szkoła Podstawowa w Błoniu

4. Szkoła Podstawowa w Siedlcu

5. Szkoła Podstawowa w Leźnicy Małej

6. Szkoła Podstawowa w Wilczkowicach

## Ochotnicze Straże Pożarne na terenie gminy
1. OSP Leźnica Mała - Krajowy system ratowniczo-gaśniczy

2. OSP Topola Królewska - Krajowy system ratowniczo-gaśniczy

3. OSP Błonie

4. OSP Chrząstówek

5. OSP Dąbie

6. OSP Dobrogosty

7. OSP Dzierzbiętów

8. OSP Janków

9. OSP Lubień

10. OSP Łęka

11. OSP Mikołajew

12. OSP Pruszki

13. OSP Siedlec

14. OSP Topola Katowa

15. OSP Wichrów

16. OSP Wilczkowice

## Sąsiednie gminy
Daszyna, Góra Świętej Małgorzaty, Grabów, Łęczyca (miasto), Ozorków, Parzęczew, Świnice Warckie, Wartkowice, Witonia